# Michael Wagener
Michael Wagener (nacido en 1949) en Alemania. Es productor musical e ingeniero. Tiene su propio estudio de grabación, WireWorld Studio, en el cual han grabado varias bandas.
Wagener comenzó su carrera en la industria de la música con la banda Accept. Después de pasar unos años con Don Dokken, al cual dejó en 1979 en Los Ángeles vio como el álbum debut de Dokken no produjo ni un solo centavo. Además produjo para el álbum debut de Skid Row y para el álbum No More Tears de Ozzy Osbourne.
Tal vez Wagener es más recordado en los años 1980 con la música rock y el heavy metal. Produjo para Mötley Crüe, Accept, Great White, Stryper, Poison, Keel, Alice Cooper, Extreme, Megadeth, Janet Jackson, Ozzy Osbourne, Dokken, Metallica, White Lion y Skid Row.
También mezcó el álbum Black Roses de The Rasmus, que fue el séptimo álbum de estudio en su propio estudio de Nashville. El álbum fue lanzado en otoño de 2008. También produjo el álbum  Babez For Breakfast de Lordi, publicado el 15 de septiembre de 2010.